# Suwon-Stadion
Das Suwon-Stadion (kor. 수원종합운동장) ist ein Fußballstadion in der südkoreanischen Stadt Suwon, Provinz Gyeonggi-do. Es ist der Mittelpunkt im Suwon-Sport-Komplex (kor. 수원종합운동장). Dazu gehören auch das Suwon-Baseballstadion mit ca. 20.000 Plätzen und die Mehrzweckhalle Suwon-Arena, die rund 5.000 Zuschauer fasst. Das Fußballstadion wurde von verschiedenen Vereinen genutzt. Von 1987 bis 1990 trat das Franchise Yukong Elephants im Stadion an. Danach spielten von 1996 bis 2002 das Franchise Suwon Samsung Bluewings in der Sportstätte. Seit 2003 trägt das Franchise Suwon FC und seit 2009 der Frauenfußball-Franchise Suwon FMC WFC ihre Heimspiele im Suwon-Stadion aus. Der Suwon FC spielt aktuell (2016) in der K League Classic, der höchsten Spielklasse Südkoreas.
Das Stadion war eine von acht Spielstätten der U-17-Fußball-Weltmeisterschaft 2007 in Südkorea.

## Galerie

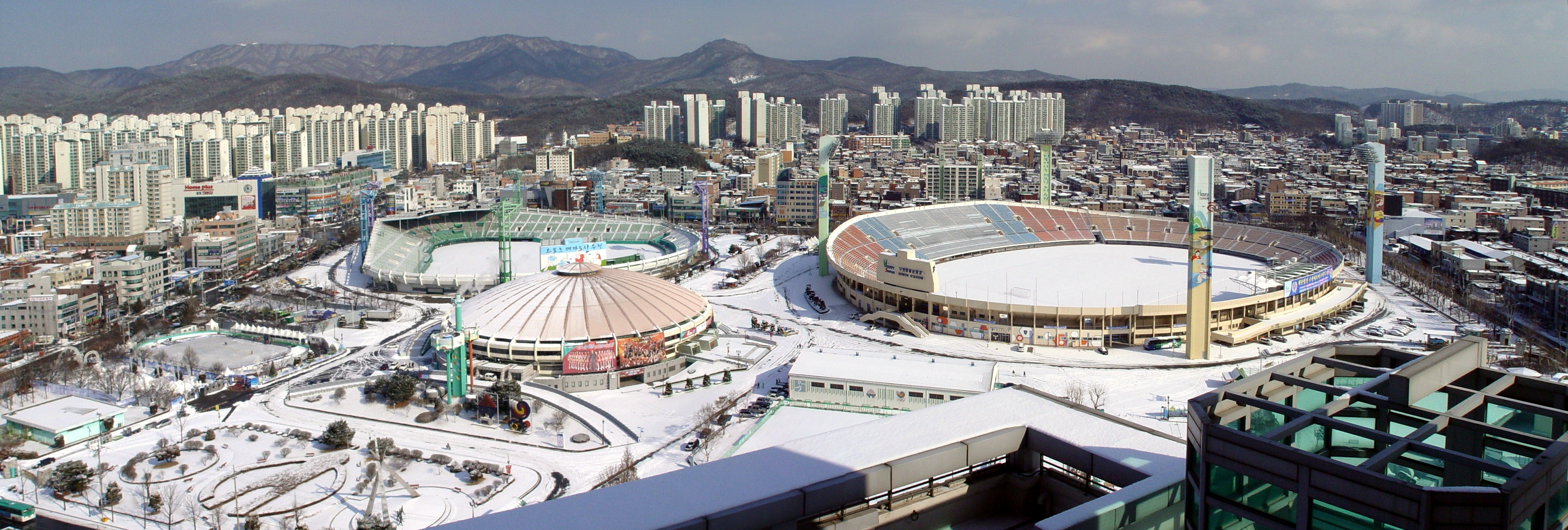
Der Suwon-Sport-Komplex im Januar 2009.
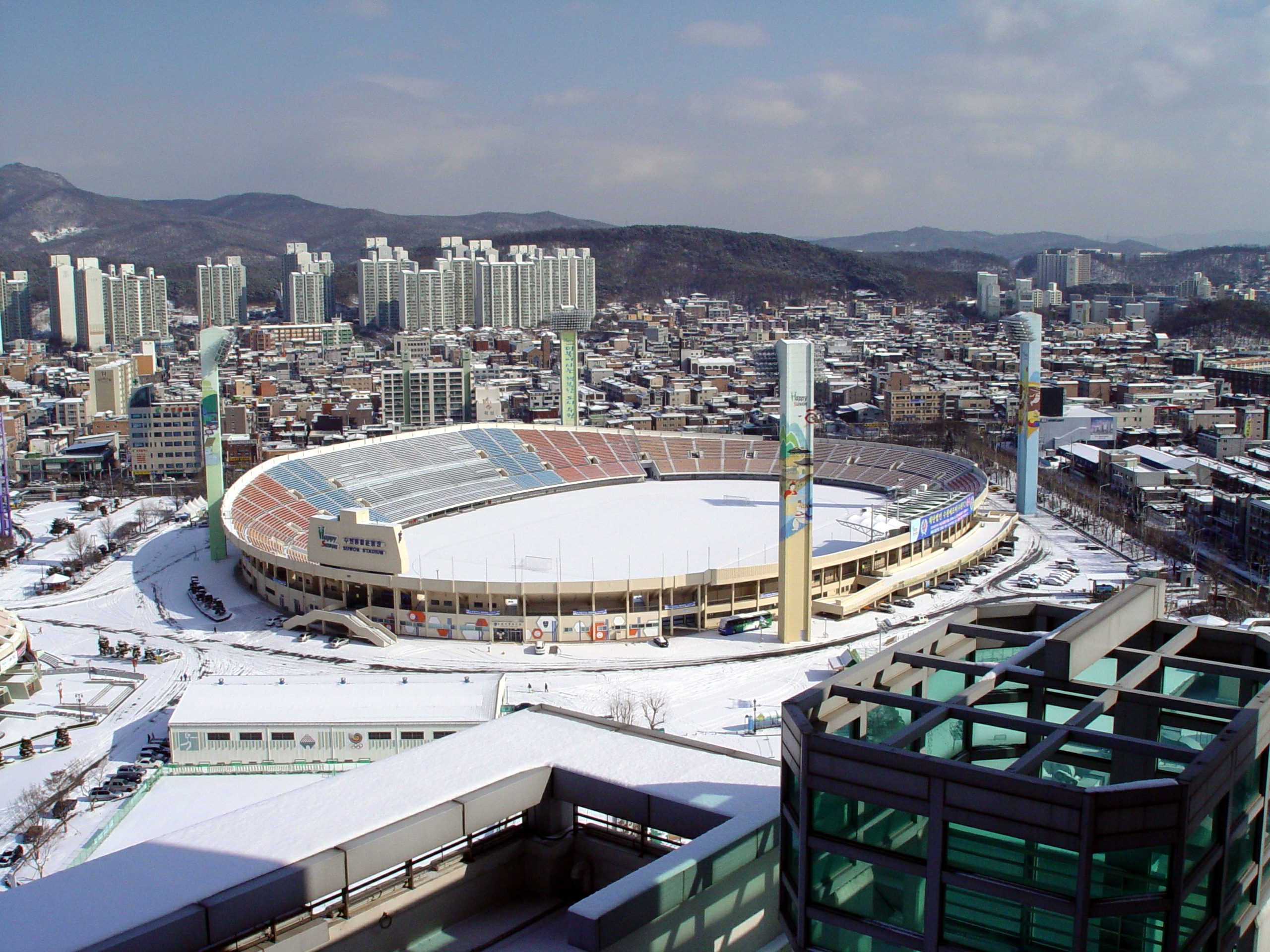
Blick auf das Stadion